# Mauser BK-27
Die BK 27 (Bordkanone im Kaliber 27 Millimeter) ist eine Revolverkanone, die von der Firma Mauser, heute ein Teil von Rheinmetall, hergestellt wird. Entwickelt wurde sie in den späten 1960er-Jahren  für das MRCA-Programm (Multi-Role Combat Aircraft, dt.: Mehrzweck-Kampfflugzeug), das in der Produktion des Panavia Tornado mündete.

## Aufbau und Technik
Die BK 27 ist eine einläufige Revolverkanone mit einer Fünf-Kammer-Trommel und wird über den Gasdruck angetrieben. Sie verschießt Patronen im Kaliber 27 × 145 mm, mit einer Geschossmasse von je 260 Gramm.

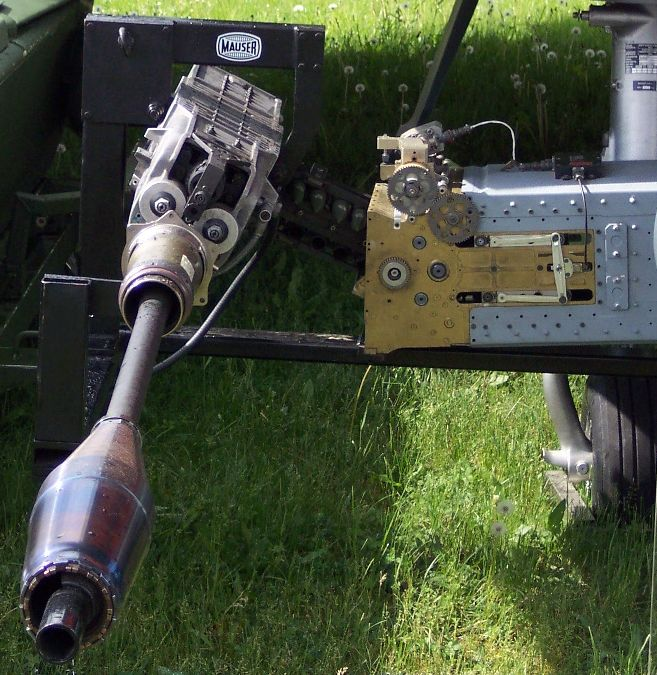
Mauser BK-27

Verwendung findet die Mauser BK 27 im Panavia Tornado, im Alpha Jet, in der Saab 39 Gripen und im Eurofighter Typhoon, für den eine verbesserte Version mit höherer Zuverlässigkeit entwickelt wurde. Zeitweilig plante die US Air Force die Lizenz zur Produktion der Kanone für die F-35, den Joint Strike Fighter, zu erwerben, gab dieses Vorhaben aber zugunsten der GAU-12 auf.
Abgesehen von der Verwendung in Kampfflugzeugen gibt es maritime Versionen, wie die MN 27 GS und das MLG 27, die als leichte Schiffskanonen verwendet werden.

## Vergleich mit Gatling-Kanone
Verglichen mit Gatling-Kanonen wie der M61 Vulcan, die mit höherer Kadenz feuern, ist bei kurzen Feuerstößen bis zu einer Sekunde, wie sie in Gefechtssituationen vorkommen, die Anzahl der abgefeuerten Geschosse pro Salve bei der Mauser BK 27 größer als die der Gatling-Kanonen. Die Ursache dafür ist, dass die meist elektrisch angetriebenen Laufbündel der Gatling-Kanonen ihre volle Drehzahl erst nach einer kurzen Anlaufzeit erreichen. Bei der BK 27 steht dagegen ab dem ersten Schuss die volle Feuergeschwindigkeit zur Verfügung. Dadurch und durch das größere Kaliber kann sie in der ersten halben Sekunde Geschosse mit einer Gesamtmasse von knapp 4 kg verschießen, während es bei der M61 rund 2 kg sind.

## Übersicht der Nutzer

### Aktuell
Algerien
- Algerische Marine

 Brasilien
- Força Aérea Brasileira: Gripen

 Brunei
- Bruneiische Marine

 Deutschland
- Luftwaffe: Panavia Tornado, Eurofighter Typhoon
- Marine: MLG 27

 Italien
- Aeronautica Militare: Panavia Tornado, Eurofighter

 Kamerun
- Kamerunische Luftstreitkräfte: Alpha Jet

 Kanada
- Top Aces: Alpha Jet

 Österreich
- Luftstreitkräfte: Eurofighter

 Saudi-Arabien
- Royal Saudi Air Force: Panavia Tornado, Eurofighter

 Schweden
- Schwedische Luftstreitkräfte: Gripen

 Spanien
- Spanische Luftstreitkräfte: Eurofighter

 Südafrika
- South African Air Force: Gripen

 Thailand
- Thailändische Luftstreitkräfte: Alpha Jet, Gripen

 Tschechien
- Luftstreitkräfte der Tschechischen Republik: Gripen

 Ungarn
- Ungarische Luftstreitkräfte: Gripen

 Vereinigte Arabische Emirate
- Vereinigte Arabische Emirate Marine

 Vereinigtes Königreich
- Royal Air Force: Eurofighter

### Ehemalig
Portugal
- Portugiesische Luftstreitkräfte: Alpha Jet

 Vereinigtes Königreich
- Royal Air Force: Panavia Tornado
- QinetiQ: Alpha Jet

## Bildergalerie

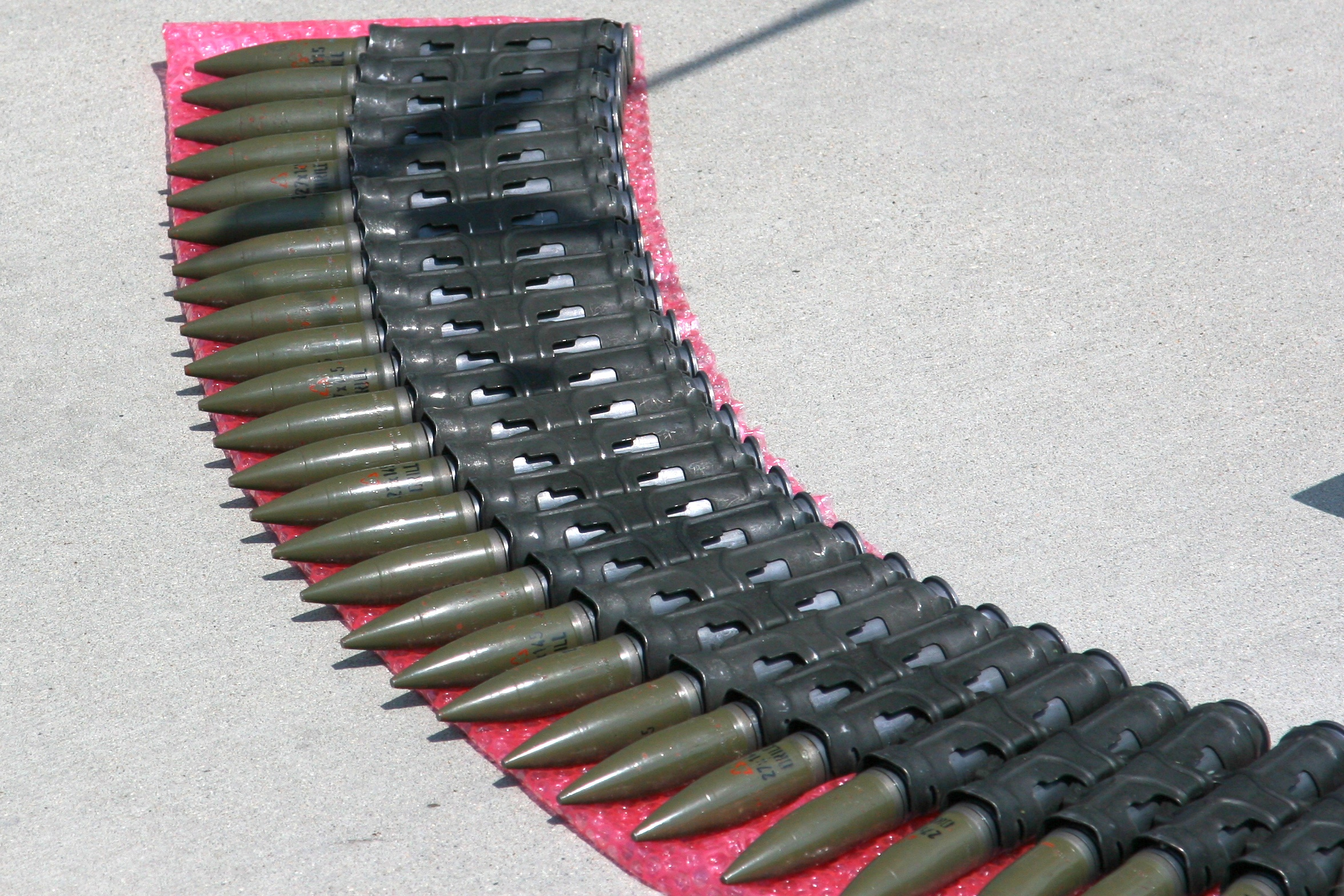
Munitionsgurt der BK-27
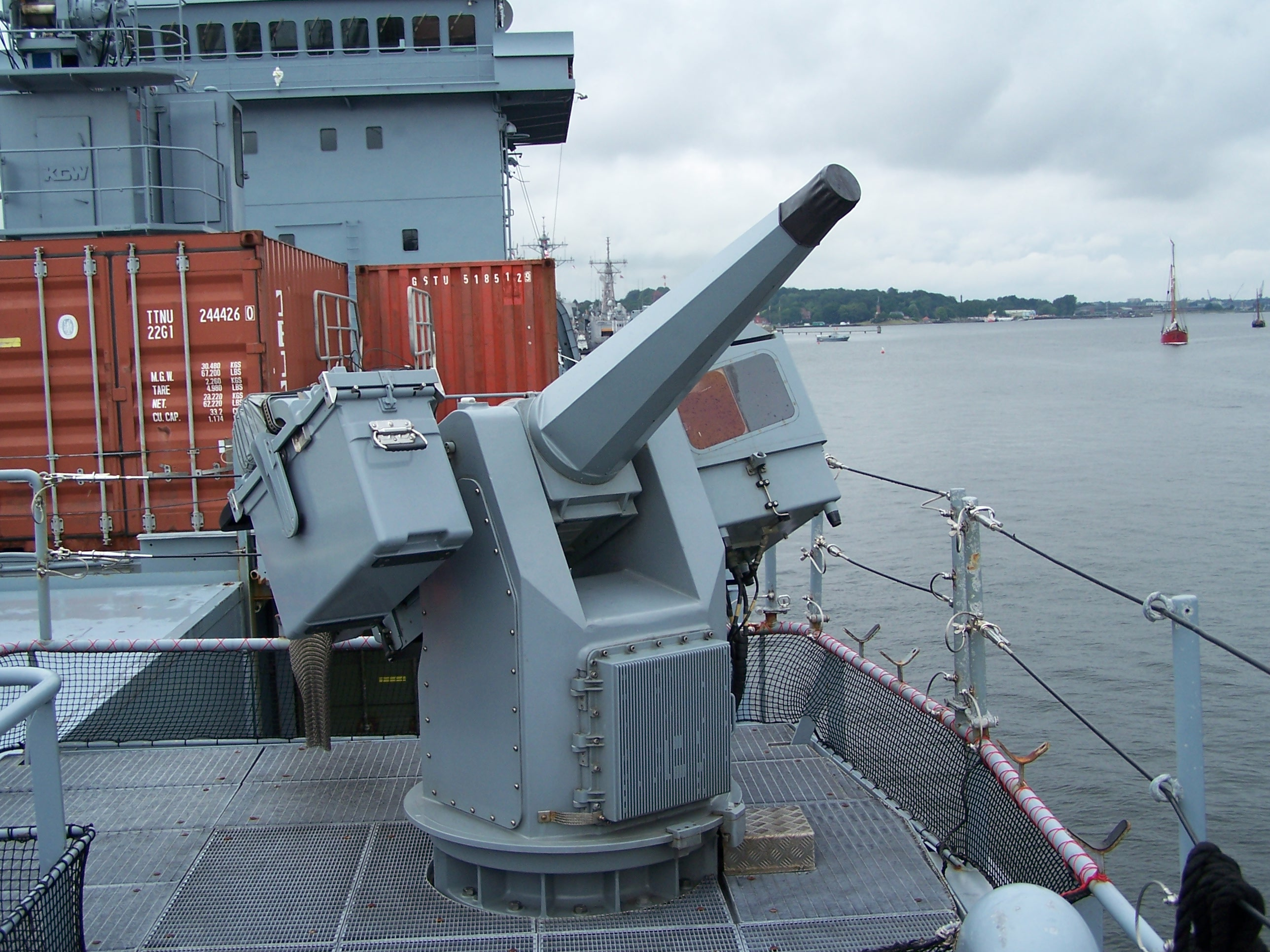
MLG 27 an Bord der Rhein